# Caitlin Bettenay
Caitlin Bettenay (* 3. September 1998 in Townsville) ist eine australische Beachvolleyball- und ehemalige Volleyballspielerin.

## Karriere

### Karriere Halle
Die Schülerin war zunächst in der Leichtathletik aktiv. So hielt sie zeitweise einen regionalen Hochsprungrekord. Im Alter von vierzehn Jahren kam sie zum ersten Mal mit Volleyball in Berührung und war sofort von der Sportart fasziniert. An der High School war sie außerdem im Fußball, Touch Football und weiterhin in der Leichtathletik aktiv. Im Volleyball war sie in jedem Spiel ihrer Schulmannschaft während der gesamten Ausbildung die beste Punktesammlerin. Mit der Mountain Creek State High School wurde sie in drei aufeinanderfolgenden Jahren Dritte der Landesmeisterschaft. Sie war von 2012 bis 2015 beste Volleyballerin und im letzten Jahr Sportlerin des Jahres ihrer Schule. Als Sechzehnjährige nahm sie mit der Jugendauswahl ihres Heimatlandes an der U17-Asienmeisterschaft teil. In der Saison 2015/16 stand sie für die Queensland Pirates auf dem Spielfeld. Anschließend gehörte sie als jüngste Spielerin schon dem Kader der Erwachsenennationalmannschaft an, die am World Grand Prix teilnahm. Ebenfalls 2016 schrieb sie sich an der Portland State University ein. Für die Vikings baggerte und schmetterte sie zwei Jahre und war schon als Freshman und Sophomore eine der erfolgreichsten Punktesammlerinnen der Hochschule. 2017 führte sie ihr Team mit 392 erfolgreichen Angriffsschlägen an. Das war außerdem der zweithöchste Wert in der Liga. Für ihre Leistungen wurde sie ins All-Big Sky first team gewählt. 2018 wechselte sie an die San José State University. Auch für ihre Performance bei den Spartans wurde sie geehrt. 2019 wurde sie für das All-Mountain West team benannt. Während ihres Studiums spielte sie für Australien beim Challenger Cup 2018 und eine Saison später bei der Asienmeisterschaft. Im Januar 2020 war sie für ihr Land beim Qualifikationswettbewerb für die Olympischen Spiele in Tokio im Einsatz.

### Karriere Beach
Erste Erfahrungen bei internationalen Wettkämpfen machte die in Queensland geborene Athletin 2017 als Fünfte mit Rebecca Ingram bei der U21-Asienmeisterschaft sowie mit Sabine Mills bei den gleichaltrigen Welttitelkämpfen, bei denen die Juniorinnen satz- und sieglos blieben. Vier Spielzeiten später startete Bettenay mit Georgia Johnson bei nationalen Wettbewerben. Eine Endspielteilnahme war das beste Resultat. 2022 gelang mit Alisha Stevens ein weiteres Vordringen in ein Finale und der erste Sieg bei einem Turnier sowie das Erreichen der Vorschlussrunde beim Futures in Songkhla. Jasmine Fleming und Caitlin Bettenay wurden im September Sechste der FISU-Studentenweltmeisterschaft, und im November stand Letztere mit Brittany Kendall im Achtelfinale des Challenge-Events in Torquay. Die beiden wurden in der folgenden Saison Zweite bei einer Veranstaltung der australischen Beachserie. Beste internationale Resultate gelangen mit Tara Phillips beim Futures in Coolangatta Beach auf dem fünften Rang sowie mit Stevens beim gleichartigen Event in Messina mit der gleichen Platzierung und dem geteilten neunten Rang bei der kontinentalen Meisterschaft. Seit August 2023 bilden Caitlin Bettenay und Phoebe Bell ein Beachduo. Die beiden standen 2024 im Endspiel der Landesmeisterschaft und erreichten weitere Stockerlplätze bei nationalen Events in Australien und Japan.

## Auszeichnungen
- 2017: All-Big Sky first team
- 2019: All-Mountain West team

## Persönliches
Melissa und Cameron Bettenay sind die Eltern der Sportlerin, die einen Bruder Josiah hat. Nach der High School machte sie ihren Bachelor in Gesundheitswissenschaften an der Portland State und den gleichwertigen Abschluss in Kinesiologie an der San José State. Von 2020 bis 2023 schloss sie ihr Studium mit dem Master in Physiotherapie ab. Diesen letzten Teil ihrer Ausbildung absolvierte sie in ihrem Heimatland an der University of Queensland. Am 17. September 2023 heiratete sie den mehrfachen Nationalspieler Trent O’Dea. Caitlin Bettenay ist Gründerin, Ceo und Headcoach der B.A.L.A Academy Volleyball, einer Organisation, deren Ziel es ist, Volleyballer zu fördern und zu verbessern.